# Frontera chica
La Frontera chica (petite frontière en français), ou Ribereño (riverain, en référence au Río Grande), est une région de l’État de Tamaulipas au nord du Mexique. Il s'agit d'une zone cruciale pour un nombre important de trafics vers les États-Unis,,.

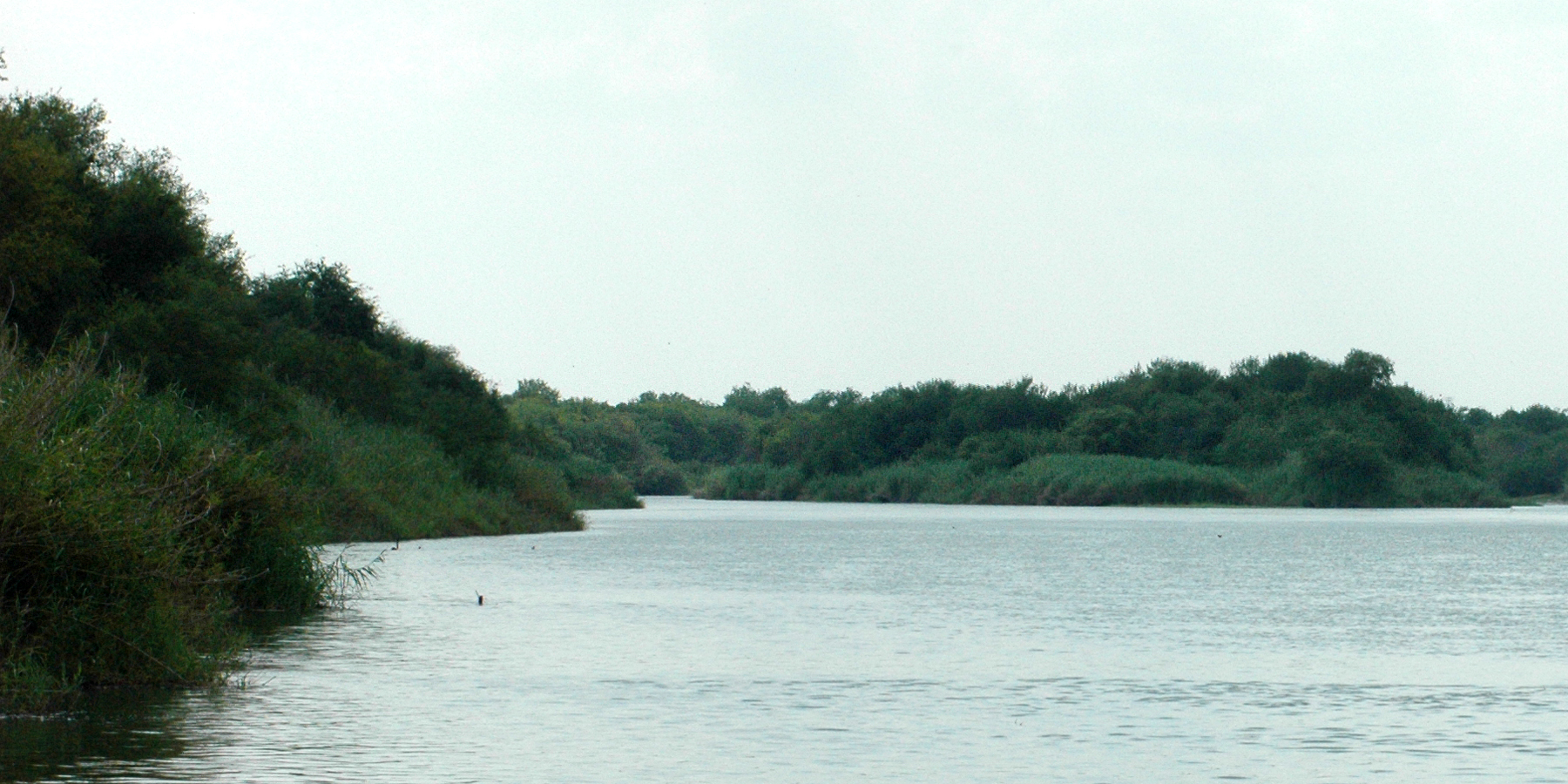
Le Río Grande à Mier, sur la Frontera chica.

## Géographie

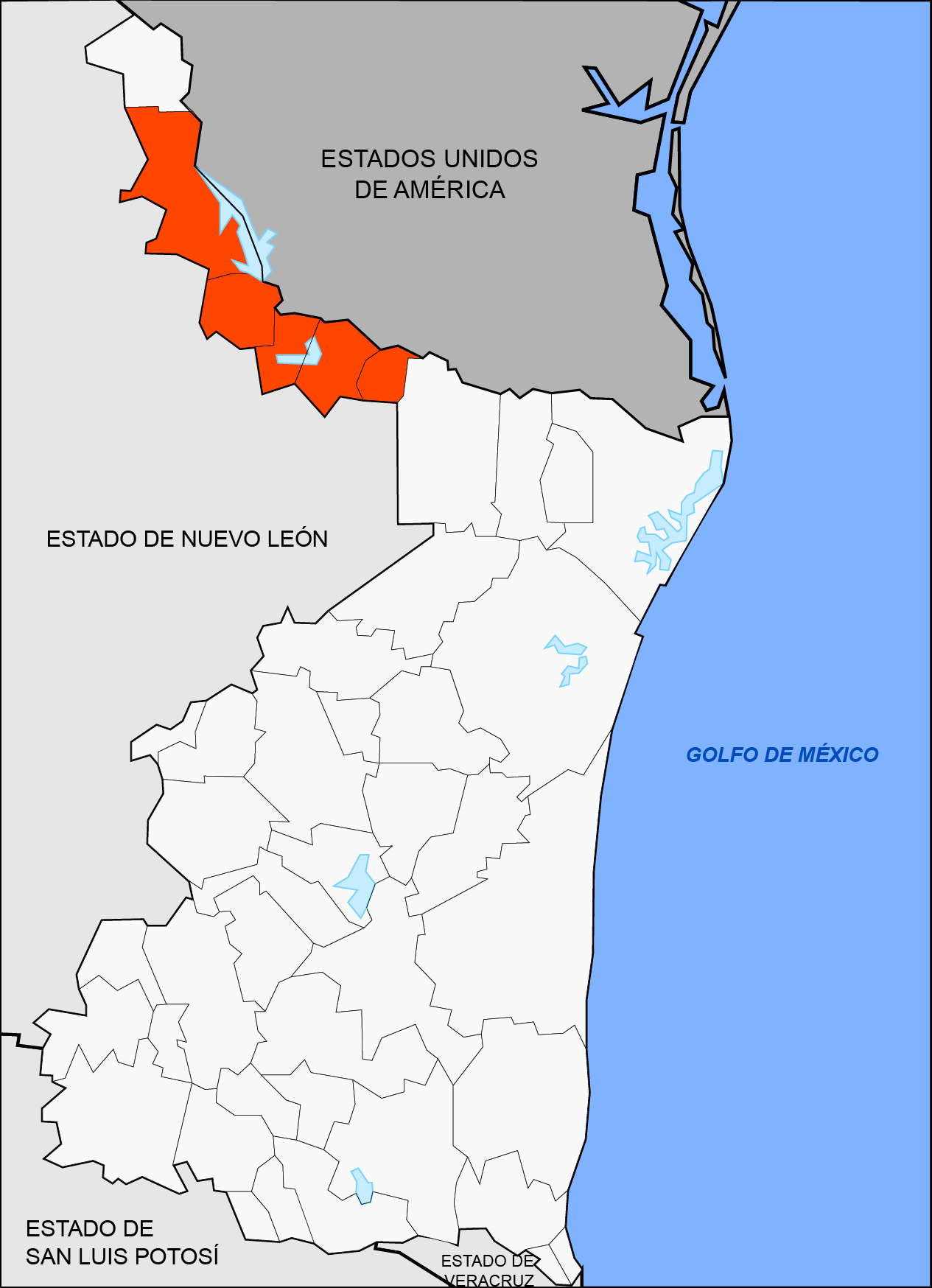
Les cinq municipalités formant la Frontera chica.

La Frontera chica est une région s'étendant sur le bras ouest du Tamaulipas, à la frontière avec le Texas, le long du Río Grande. Elle est encadrée des deux villes tamaulipecas de Nuevo Laredo à l'ouest et de Reynosa à l'est. Les municipalités de la Frontera chica sont, de l'ouest à l'est, Nueva Ciudad Guerrero, Mier, Miguel Alemán, Camargo et Gustavo Díaz Ordaz. La Frontera chica contient notamment le Lago Falcón, un réservoir qui a fait son apparition après la construction du barrage Falcon. Elle dispose aussi d'un important gisement de gaz naturel, la Cuenca de Burgos, qui fut exploité par Pemex,.
La Frontera chica est située dans l'écorégion du mezquital du Tamaulipas. La région est réputée pour son tourisme de chasse, qui attire des américains.

## Population
| Municipalité          | Population | Superficie (km2) | Densité (habitants/km2) | Source |
| --------------------- | ---------- | ---------------- | ----------------------- | ------ |
| Nueva Ciudad Guerrero | 3 861      | 2 427            | 1,59                    | [ 7 ]  |
| Mier                  | 6 539      | 923              | 7,08                    | [ 8 ]  |
| Miguel Alemán         | 24 020     | 636              | 37,77                   | [ 9 ]  |
| Camargo               | 17 587     | 930              | 18,91                   | [ 10 ] |
| Gustavo Díaz Ordaz    | 15 028     | 431              | 34,87                   | [ 11 ] |
| Total                 | 67 035     | 5 347            |                         |        |

## Guerre de la drogue

### 2009
Le territoire de la Frontera chica est historiquement contrôlé par la Cartel du Golfe. Le leader du cartel, Osiel Cárdenas Guillén, est arrêté en 2003. Une branche du cartel, Los Zetas, prend alors de plus en plus de pouvoir. Les deux groupes entrent en conflit en décembre 2009,.

### 2010
Le 9 mars 2010, les corps de deux personnes décapitées sont déposés sur la place principale de Mier, devant la mairie. Deux personnes sont exécutées dans d'autres municipalités de la Frontera chica (Camargo et Miguel Alemán).
Le 16 mai, des ouvriers travaillant dans une station de compression de Pemex (Gigante Uno), exploitée par Delta, à Nueva Ciudad Guerrero, sont pris à partie par un groupe d'hommes armés de Los Zetas leur demandant de quitter les lieux. Trois employés sont alors portés disparus. Le 23 mai, au moment du changement de quart, une quarantaine d'hommes armés, voyageant dans quatre fourgonnettes, font irruption dans la station.  Ils capturent les ouvriers et les menacent. Ils en enlèvent ensuite six (dont Saúl García Ayala, Mario Zúñiga Salas, Martín Franco Rivera, Christopher Cadena García, Anselmo Sánchez Saldívar) dans un camion. À partir de ce moment, le site passe sous leur contrôle. Ils exigent alors une rançon de 10 000 $ pour la libération des employés enlevés,,.
Le 2 septembre 2010, l’armée mexicaine découvre un camp appartenant à Los Zetas à Mier. Il servirait de centre d’entraînement, d’une planque pour les individus kidnappées et d'un entrepôt de drogues. L’armée est envoyée sur place et des affrontements surviennent immédiatement. 27 sicarios commandés par Miguel Treviño Morales sont tués. Deux victimes exécutées sont trouvées.
À partir du 6 novembre 2010, environ 300 personnes originaires de Mier, ainsi que de Camargo, migrent vers la ville voisine de Miguel Alemán en quête d'un refuge et de soins médicaux. La municipalité de Miguel Aleman ouvre un refuge dans l'attention d'accueillir les migrants qui ont fui Mier à cause de l'insécurité croissante. Cette vague de violence a été déclenchée après la mort d'Antonio Ezequiel « Tony Tormenta  » Cárdenas Guillén, un des leaders du Cartel du Golfe. Los Zetas fait savoir par téléphone que les habitants de Mier devaient quitter la région, ou ils seraient « anéantis ». Le 10 novembre, l'armée ordonne aux habitants de quitter Mier et, selon le Bureau du procureur général, les hommes du Secrétariat de la Défense nationale ont aidé au déplacement de quelque 350 personnes sur 15 kilomètres, ce qui équivaudrait à la distance entre Mier et Miguel Aleman. Certains maires dorment de l'autre côté de la frontière, aux États-Unis, à cause de l'insécurité,,.

### 2011
Le 21 avril, deux personnes, dont un militaire, sont tuées dans des affrontements à Miguel Aleman. 11 personnes sont arrêtées. L'affrontement avait débuté par une fusillade entre des membres du Cartel du Golfe et de Los Zetas.
Le 20 mai, Gilberto « El Tocayo » Barragán Balderas, responsable du de trafic de drogue pour le Cartel du Golfe dans la Frontera chica, est arrêté à Miguel Aleman.

## Immigration illégale
La Frontera chica est une zone clé pour l'entrée de migrants aux États-Unis depuis le Mexique et donc une zone clé pour le trafic d'êtres humains. Cela est lié au fait qu'à partir du centre du Mexique atteindre le Texas est la route la plus courte. De plus, de nombreux migrants illégaux sont expulsés des États-Unis dans la région. En 2020, 20 000 migrants ont été expulsés dans le Tamaulipas,.
Un rapport du Système National de Sécurité Publique (SNSP), paru en janvier 2011, indique que Camargo et Gustavo Díaz Ordaz sont des municipalités où les migrants sont en danger.